# Ducula subflavescens
Ducula subflavescens é uma espécie de ave da família Columbidae.
É endémica da Papua-Nova Guiné.
Os seus habitats naturais são: florestas subtropicais ou tropicais húmidas de baixa altitude.
Está ameaçada por perda de habitat.